# Вранча (гори)
Вранча (рум. Vrancea, Munţii Vrancei) — гірський хребет в південній частині Східних Карпат, в Румунії. Довжина близько 60 км. Висота до 1783 м (гора Гору). 

## Опис

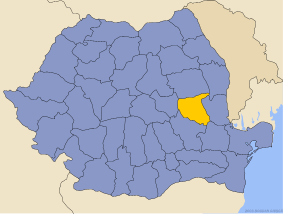
Розташування за однойменним повітом Вранча у Румінії

Складений переважно кайнозойськими пісковиками і глинистими сланцями. Глибоко розчленований річками системи Серет.
На схилах змішані і хвойні ліси (бук, дуб, ялина, ялиця), на вершинах гірські луки.

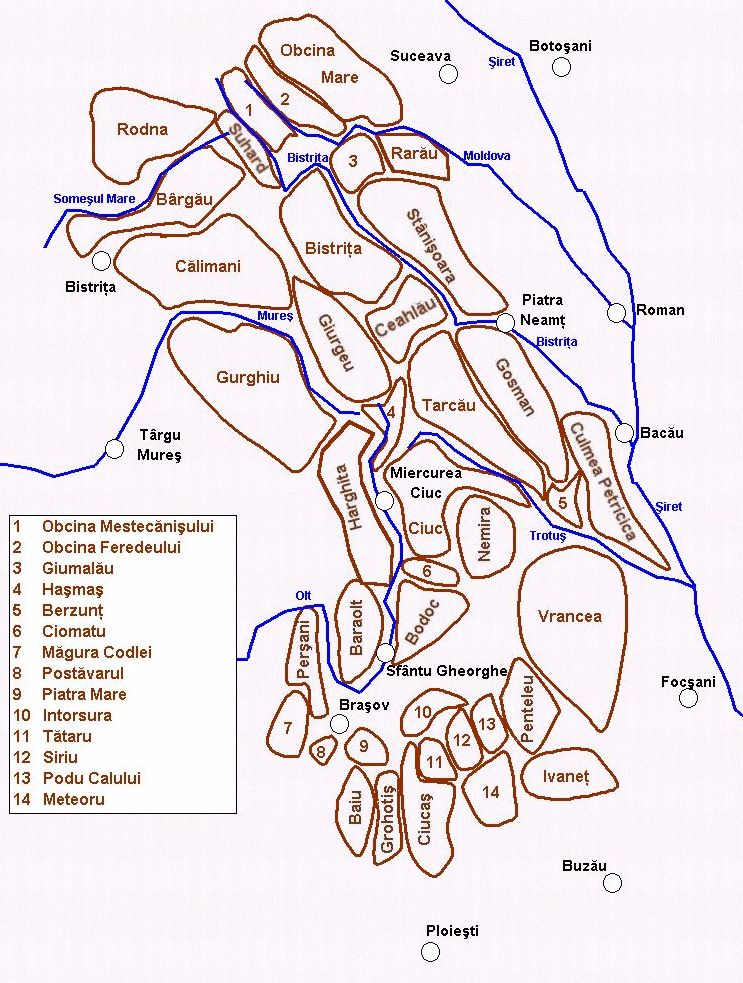
Вранча на території Румунії

## Сейсмічна активність
Один з головних районів землетрусів в Карпатах. Починаючи з 1107 року до сьогодні там мали місце 90 землетрусів з інтенсивністю 7–8 балів.
3 листопада 2022 року джерело землетрусу зафіксовано в районі гір Вранча у Румунії, 125 км від кордону з Україною, на глибині біля 146 км. Це найбільший землетрус у країні за останні 2 роки. Поштовхи сильно відчувалися у столиці Румунії Бухаресті. Відчули їх навіть в Україні: зокрема в Івано-Франківській, Чернівецькій, Одеській та Хмельницькій областях.